# عضو تخزين

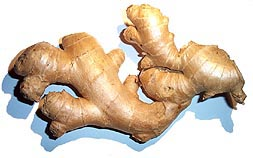

عضو التخزين (بالإنجليزية: Storage organ)، هو جزء من نبات معدّل خصيصًا لتخزين الطاقة (بشكل عام في شكل كربوهيدرات) أو الماء. غالبًا ما تنمو أعضاء التخزين تحت الأرض، حيث تكون محمية بشكل أفضل من هجوم العواشب. وتسمى النباتات التي لديها أعضاء تخزين تحت الأرض الجيوفيتات أو النباتات الارضية (بالإنجليزية: geophytes). تعمل أعضاء التخزين في كثير من الأحيان كأعضاء معمرة تمكن النباتات من تحمل الظروف المعاكسة (مثل البرودة أو الحرارة المفرطة أو نقص الضوء أو الجفاف).